# 허버트 힐 (농구 선수)
허버트 힐(Herbert Hill, 1984년 10월 1일 ~ )은 B.리그의 니시노미야 스트록스(Nishinomiya Storks)의 미국 프로 농구 선수이다.
힐은 프로비던스 칼리지에 다녔다. 6피트 10인치(2.08m)의 키를 갖고 있다. 2007년 힐은 에릭 머독과 라이언 곰즈에 이어 득점 부문에서 빅 이스트 콘퍼런스를 이끄는 세 번째 수사가 되었다. 힐은 2007년 NBA 드래프트에서 유타 재즈에 의해 2라운드 전체 55순위로 드래프트되었으며 이후 필라델피아 76ers로 트레이드되었다. 그러나 NBA에서 뛴 적이 없으며 대신 해외에서 오랜 경력을 쌓았다.
2014년 12월 17일 힐은 바레인의 알 무하락(Al Muharraq)과 계약을 맺었다. 2015년 3월 3일 레바논 농구 리그의 챔프빌 SC와 계약을 맺었다. 2015년 4월, 베네수엘라의 기간테스 데 과야나와 계약을 맺었다.
2017년 1월, 힐은 부상당한 크리스티앙 찰스를 대체하기 위해 아세안 농구 리그의 사이공 히트와 계약했다.